# Hydropsyche papuana
Hydropsyche papuana là một loài Trichoptera trong họ Hydropsychidae. Chúng phân bố ở miền Australasia.